# Michael Dunlop
Pour les articles homonymes, voir Dunlop.
Michael Dunlop, né le 10 avril 1989 à Ballymoney, est un pilote moto de course sur route nord-irlandais. Issu d'une dynastie de pilotes motos, Michael est le frère de feu William Dunlop, fils de Robert Dunlop et neveu de l'ancien champion du monde Joey Dunlop.
Il fut détenteur du record du tour en solo pour le circuit de Snaefell Mountain (en) établi lors du Senior TT (en) 2016 avec un temps de 16 minutes 53,929 secondes à une vitesse moyenne de 133,962 mi/h (216 km/h). Il est le premier pilote de l'histoire du Tourist Trophy de l'îIe de Man à avoir réalisé un tour du circuit en moins de 17 minutes.

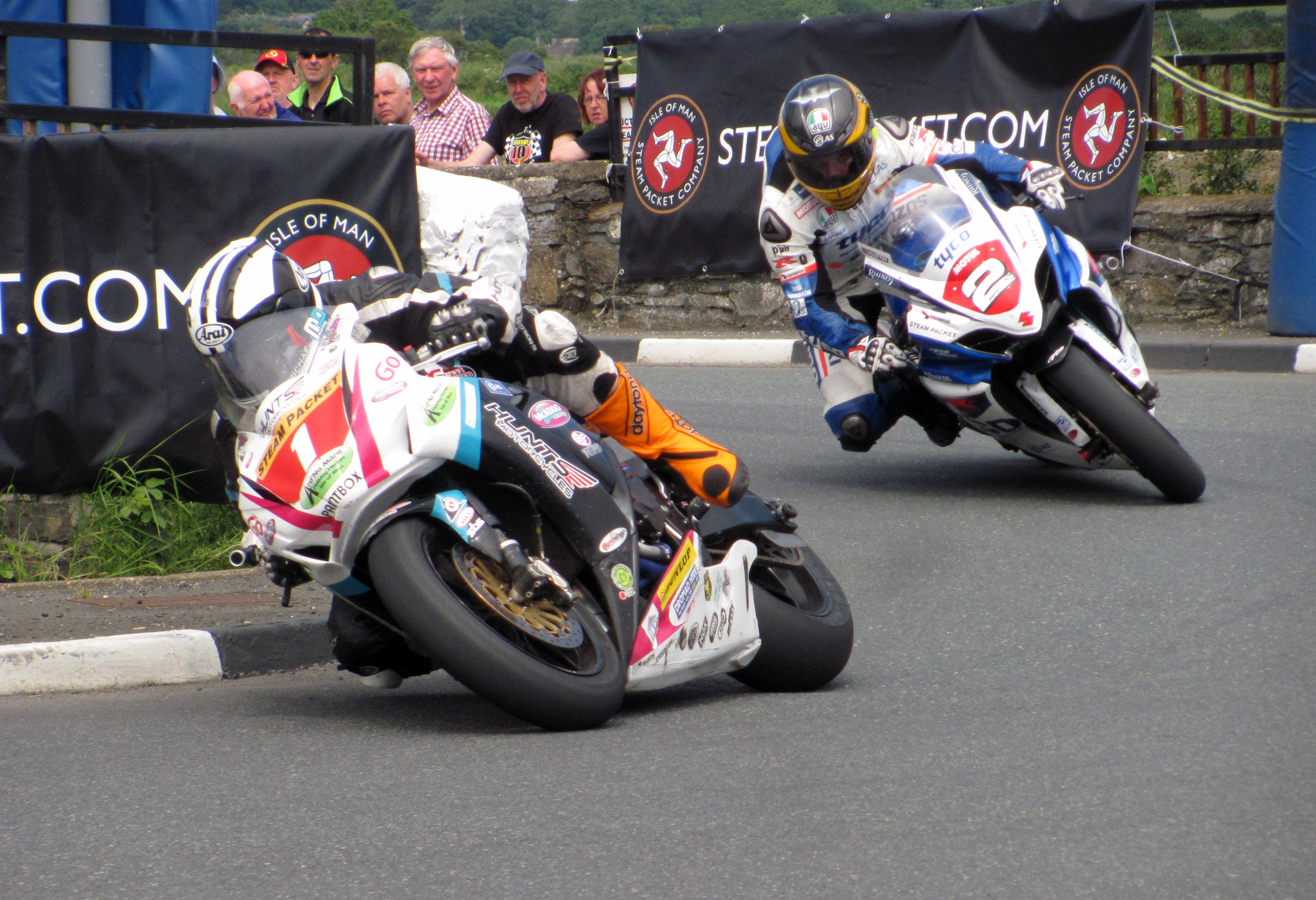
Dunlop menant devant Guy Martin lors de la Course sur route de l'île de Man Southern 100 2012

Dunlop est décrit comme ayant "un style agressif" qui est "spectaculaire à regarder". En 2015 son attitude conduisit à une confrontation avec son équipe de course, et à l'occasion, avec son défunt frère.
Le 1 juin 2024, pour la course 1 en supersport Michael égale le record de victoires de son oncle Joey Dunlop, au nombre de 26.

## Premières courses

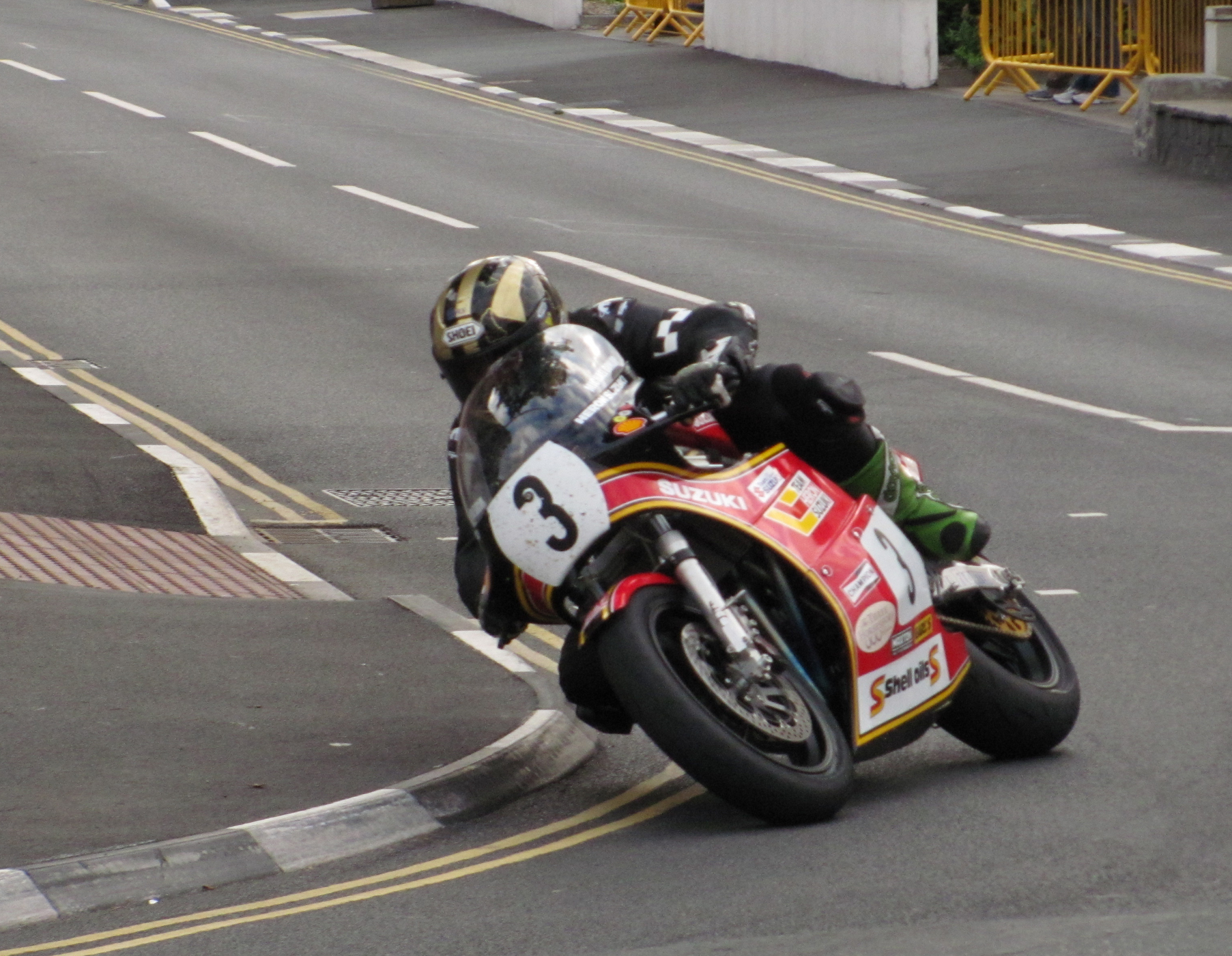
Dunlop sur la Suzuki Formula 1 pour la course Classic TT au Manx Grand Prix 2013

Il fait ses débuts au Tourist Trophy en 2007 avec comme meilleur résultat 25e en catégorie « Superbike TT ».
Dunlop gagne la North West 200 de 2008, la même course où son père trouva la mort lors des essais deux jours plus tôt, enregistrant sa seule victoire à ce jour dans cette course en 250 cm3. Il venait de répondre au vœux que son papa lui avait formulé quelques jours auparavant : « Que ce soit moi, William ou toi je veux qu'il ait un Dunlop devant ». Quelques jours plus tard, il décide à la dernière minute de participer au Tourist Trophy. Il termine 10e du « Senior TT » avec un tour le plus rapide à 124,773 mi/h (201 km/h), ce qui en fait le membre de la famille Dunlop le plus rapide sur le parcours.
Michael Dunlop rejoint son père et son oncle Joey dans le livre des records en 2009 lorsqu'il remporte la catégorie « Supersport TT » au Tourist Trophy sur une Yamaha 600 cm3,.
Dunlop participe à la course Classic Superbike au Manx Grand Prix (en) le vendredi 31 août 2012 et remporte la victoire. Il s'agissait de son sixième titre sur la Mountain Course et de sa troisième victoire au Manx Grand Prix après ses débuts et sa victoire dans la course « Newcomers Manx GP 2006 ». Pendant les deux semaines du Manx Grand Prix 2012, Dunlop a travaillé dans les stands pour une équipe de la 600 Junior Race.

## 2015
Au début de la saison de course sur route 2015, Dunlop connu un mauvais départ avec l'équipe de course Milwaukee Yamaha (en). Lors de la semaine d'essais du TT de l'île de Man 2015, il quitta brutalement Yamaha pour rejoindre sa précédente équipe, BuildBase BMW, afin de se donner les meilleures chances d'obtenir un bon résultat.

## 2016
En février 2016 il annonça qu'il piloterait à nouveau pour BMW dans la catégorie Superbike lors de courses internationales sur route pendant la saison de course 2016, sous les couleurs de Hawk Racing. L'annonce fut faite lors du Motor Cycle News Motorshow à l'Excel, confirmant que Dunlop piloterait la BMW S1000RR 2016.

### Tourist Trophy de l'Île de Man
Dunlop ouvrit les hostilités aux TT 2016 dans la catégorie Superbike, menant la course de bout en bout. Sur sa BMW S1000RR, Dunlop améliora le record de vitesse absolue sur le parcours en un tour, établissant également une nouvelle vitesse moyenne pour la course sur six tours de 130,306 mi/h (210 km/h) avec un temps record de 1 heure 44 minutes et 14,259 secondes pour les 226 miles de la course. En outre, Dunlop a également remporté le prestigieux trophée John Williams.
La deuxième course de la semaine de Dunlop était la première course Supersport Junior 600 TT. Dès le premier tour la tête du peloton se joua avec Ian Hutchinson. À la fin de la course de quatre tours, Dunlop termina à la deuxième place derrière Hutchinson. À la suite de l'inspection de routine après la course, la moto de Dunlop fut suspectée d'avoir enfreint les règlements de la course avec des pièces non standard, entrainant sa disqualification. Dunlop revint sur la ligne de départ pour la deuxième course du 6 juin, en catégorie Superstock TT (en) sur une BMW 1 000 cm3. Cependant, des problèmes de tenue de route l'amenèrent à abandonner la course à la fin du premier tour.
Dans la deuxième des deux courses Supersport Junior, Dunlop termina deuxième derrière Hutchinson. Pour sa dernière course du calendrier le vendredi 10 juin, il mena les six tours du Senior TT dès le premier passage, prolongeant son avance sur le deuxième Ian Hutchinson. Il gagna avec une avance de 31 secondes, augmentant son propre record de vitesse absolu précédent, établi le samedi 4 juin avec une petite différence, et établissant un nouveau record en course.

## 2017
Au cours de l'intersaison 2016/2017, diverses rumeurs faisaient état de propositions possibles pour 2017. Après le passage pour Hawk Racing de BMW à Suzuki en 2017, Dunlop signa pour le Bennett's Suzuki Racing Team sur la nouvelle Suzuki GSX-R1000 dans une équipe de quatre pilotes. Dunlop se concentra sur les courses internationales sur circuit avec ses coéquipiers, Sylvain Guintoli et Taylor Mackenzie en British Superbikes et Richard Cooper en National Superstock 1000.
Après une présentation de la nouvelle machine à Mallory Park, la pré-saison de Dunlop commença par des tests effectués avec ses coéquipiers sur le Circuit de Vitesse de Cartagena et à Almeria en Espagne pendant cinq jours. Ce travail s'est poursuivit à Donington Park le 22 mars.

### Tourist Trophy de l'Île de Man
La semaine de qualification pour le Tourist Trophy de l'île de Man 2017 fut marquée par le mauvais temps. Après une semaine sporadique de qualifications, le premier jour de course fut consacré aux qualifications et à des essais supplémentaires. Le lever de rideau de la compétition, le Superbike TT, fut donc reporté de 24 heures.

#### Superbike TT
Les courses débutèrent le dimanche 4 juin 2017. Dunlop se plaça devant sur la grille avec la Suzuki du team Bennett lui donnant des conditions idéales. Imposant son rythme dès le départ, Dunlop franchi la ligne en tête du peloton à la fin du premier tour, affichant un temps de 17 minutes 15,79 secondes avec une vitesse moyenne de 131,135 mi/h (211 km/h). Entrant dans le deuxième tour avec une mince avance de 1,8 seconde sur Dean Harrison, Dunlop continua de mener le peloton jusqu'à ce qu'il soit contraint d'abandonner à Handley's Corner.

#### Supersport (Course 1)
Dans la course d'ouverture Supersport, Dunlop prit sa place sur la grille avec sa Yamaha MD Racing. Reprenant la tête à James Hillier à la fin du premier tour, Dunlop entra au stand à la fin du deuxième tour avec une avance de 2,75 secondes. Prenant une autre seconde à Hillier à la fin du troisième tour, Dunlop continua à augmenter son avance dans le dernier tour, décrochant la victoire avec une marge confortable de 12,5 secondes sur son poursuivant.
En 2017 au Tourist Trophy, Michael Dunlop recrée l’exploit de Bob McIntyre, en roulant à 100 mph (soit 160 km/h) de moyenne au guidon d’une Gilera réplica 1957, en habits d’époque.

## 2018
Fin mars 2018 un communiqué de presse de TAS Racing annonça que Dunlop avait signé avec l'équipe pour la saison et courrait sur les BMW d'usine dans les principales catégories de compétition de la saison 2018.

### Cookstown 100
Après quelques essais de pré-saison avec l'équipe Tyco BMW, Dunlop se dirigea vers le lever de rideau de la saison de Irish Road Racing, le Cookstown 100. Troisième plus rapide en qualification dans la catégorie Superbike  Dunlop commença sa saison 2018 en remportant la victoire sur sa Honda MD Racing lors de la course Supersport Invitation.
La première sortie compétitive de Dunlop sur la BMW S-1000RR fut lors de la course Open A. Partant avec le groupe de tête, il franchit la ligne en tête du peloton pour prendre la deuxième place derrière Derek Shiels, perdant de 5 secondes au temps corrigé.
La compétition connut une série d'accidents, entraînant l'annulation du reste du programme de courses, y compris le point culminant de la réunion, la course Cookstown 100 Superbike,.

### Tourist Trophy de l'Île de Man

#### Superbike TT
Michael Dunlop remporta la course d'ouverture du TT de l'Île de Man 2018 avec un temps en course de 01:44:13.398 et une vitesse moyenne au tour de 130,324 mi/h (210 km/h).

#### Supersport (Course 1)
Dunlop enchaîna sa victoire en Superbike TT avec une autre victoire dans la catégorie Supersport.

## 2019
Il a remporté la course sur route d'Armoy le 27 juillet 2019 16 jours à peine après s'être cassé le bassin. Ces victoires étaient les 18e et 19e de Michael Dunlop sur ce circuit proche de son domicile d'Armoy.

## Palmarès TT complet
| 2025 | Superbike TT 2   | Superstock TT 1 3 | Supersport TT 1 1         | Supersport TT 2 1         | Senior TT Annulée   | Supertwin TT 1 1       | Supertwin TT 2 1       | Superstock TT 2 3       |                        |
| 2024 | Superbike TT 4   | Superstock TT 1 3 | Supersport TT 1 1         | Supersport TT 2 1         | Senior TT DNF       | Supertwin TT 1 1       | Supertwin TT 2 1       | Superstock TT 2 Annulée |                        |
| 2023 | Superbike TT 1   | Superstock TT 1 2 | Supersport TT 1 1         | Supersport TT 2 1         | Senior TT 3         | Lightweight TT 1 1     | Lightweight TT 2 DNF   | Superstock TT 2 2       |                        |
| 2022 | Superbike TT 3   | Superstock TT 5   | Supersport TT 1 1         | Supersport TT 2 1         | Senior TT 5         | Lightweight TT DNF     |                        |                         |                        |
| 2019 | Superbike TT 6   | Superstock TT 4   | Supersport TT 1 5         | Supersport TT 2 6         | Senior TT 4         | Lightweight TT 1       |                        |                         |                        |
| 2018 | Superbike TT 1   | Superstock TT 2   | Supersport TT 1 1         | Supersport TT 2 5         | Senior TT 4         | Lightweight TT 1       |                        |                         |                        |
| 2017 | Superbike TT DNF | Superstock TT 6   | Supersport TT 1 1         | Supersport TT 2 Cancelled | Senior TT 1         | Lightweight TT 7       |                        |                         |                        |
| 2016 | Superbike TT 1   | Superstock TT DNF | Supersport TT 1 DSQ       | Supersport TT 2 2         | Senior TT 1         |                        |                        |                         |                        |
| 2015 | Superbike TT DNF | Superstock TT 2   | Supersport TT 1 DNF       | Supersport TT 2 DNF       | Senior TT 5         | Lightweight TT DNF     |                        |                         |                        |
| 2014 | Superbike TT 1   | Superstock TT 1 1 | Supersport TT 3           | Supersport TT 2 1         | Senior TT 1         | Lightweight TT DNS     |                        |                         |                        |
| 2013 | Superbike TT 1   | Superstock TT 1   | Supersport TT 1 1         | Supersport TT 2 1         | Senior TT 2         |                        |                        | 500cc Classic TT 7      | Classic TT Formula 1 1 |
| 2012 | Superbike TT 10  | Superstock TT 2   | Supersport TT 1 DNF       | Supersport TT 2 1         | Senior TT Cancelled | Lightweight TT 15      |                        |                         |                        |
| 2011 | Superbike TT 5   | Superstock TT 1   | Supersport TT 1 DNF       | Supersport TT 2 DNF       | Senior TT 6         |                        |                        |                         |                        |
| 2010 | Superbike TT 2   | Superstock TT 8   | Supersport TT 1 3         | Supersport TT 2 2         | Senior TT DNF       |                        |                        |                         |                        |
| 2009 | Superbike TT DNF | Superstock TT DNF | Supersport TT 1 DNF       | Supersport TT 2 1         | Senior TT DNF       | Lightweight 250 TT 1 2 | Lightweight 250 TT 2 2 |                         |                        |
| 2008 | Superbike TT 14  | Superstock TT DNF | Supersport Junior TT 1 10 | Supersport Junior TT 2 8  | Senior TT 10        | Lightweight 250 TT DNF |                        |                         |                        |
| 2007 | Superbike TT 25  |                   | Supersport TT DNF         |                           | Senior TT DNF       |                        |                        |                         |                        |

## Voir également